# Karoline von Fuchs-Mollard

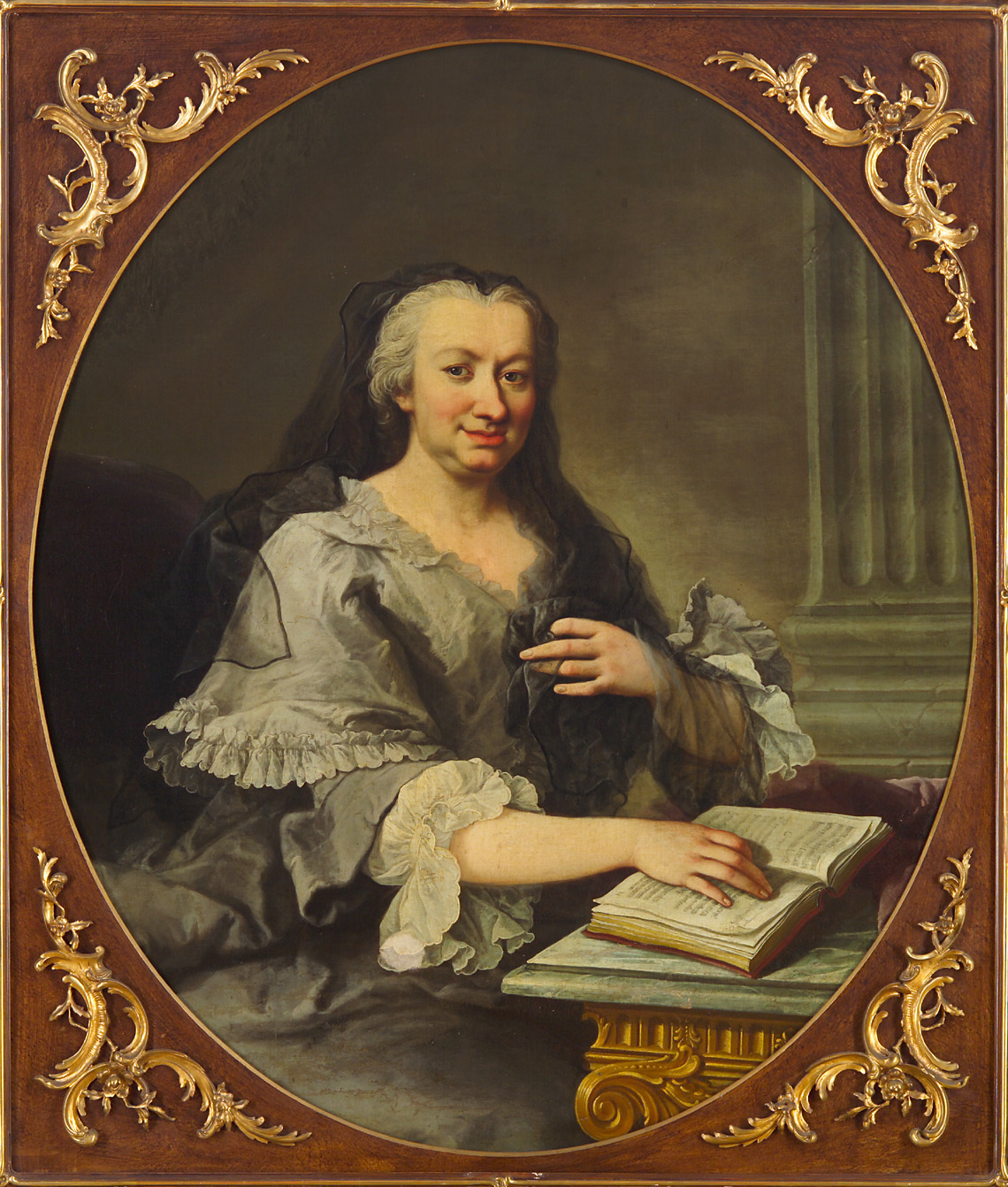
Gräfin Fuchs, nach Martin van Meytens

Reichsgräfin Maria Karolina von Fuchs-Mollard, genannt „Charlotte“, Taufname "Catharina Charlotta Felicitas Antonia" (* 14. Jänner 1675 in Wien; † 27. April 1754 in Wien), war eine Erzieherin und später Obersthofmeisterin am kaiserlichen Hof in Wien. Von Maria Theresia wurde sie oft „meine Füchsin“ genannt.

## Leben
Ihre Eltern waren Franz Maximilian von Mollard, Kämmerer und Besitzer des Palais Mollard in Wien, und Maria Katharina Thoman von Frankenberg. Die Herren, Freiherren und Grafen von Mollard (Mollarth) waren ein savoyisches Adelsgeschlecht, das seit 1571 dem Herrenstand angehörte.
Maria Karolina von Mollard kam als Hofdame der Erzherzogin Maria Anna, Tochter Kaiser Leopolds I., an den kaiserlichen Hof. Im Jahre 1710 heiratete sie Christoph Ernst Fuchs von Bimbach und Dornheim (1664–1719), der 1705 durch Kaiser Joseph I. in den Reichsgrafenstand erhoben worden war. Aus der Ehe gingen zwei Töchter hervor, so dass die gräfliche Linie der Familie Fuchs von Bimbach bereits mit ihnen wieder erlosch. Eine dieser Töchter heiratete den späteren Feldmarschall Leopold Joseph von Daun. Graf Fuchs selbst war würzburgischer Geheimer Rat, Obrist, Kämmerer, kaiserlicher wirklicher Geheimer Rat und Gesandter im Niedersächsischen Kreis. Er starb 1719 in Hamburg und wurde in Altona bestattet.
1728 wurde Gräfin Fuchs durch Kaiserin Elisabeth Christine, die Gemahlin Kaiser Karls VI., zur Erzieherin der beiden Erzherzoginnen Maria Theresia und Maria Anna ernannt, die zu diesem Zeitpunkt 11 und 10 Jahre alt waren. Besonders zwischen Erzherzogin Maria Theresia und der Gräfin entwickelte sich eine freundschaftliche Beziehung, die über die Zeit als Erzieherin hinausging.

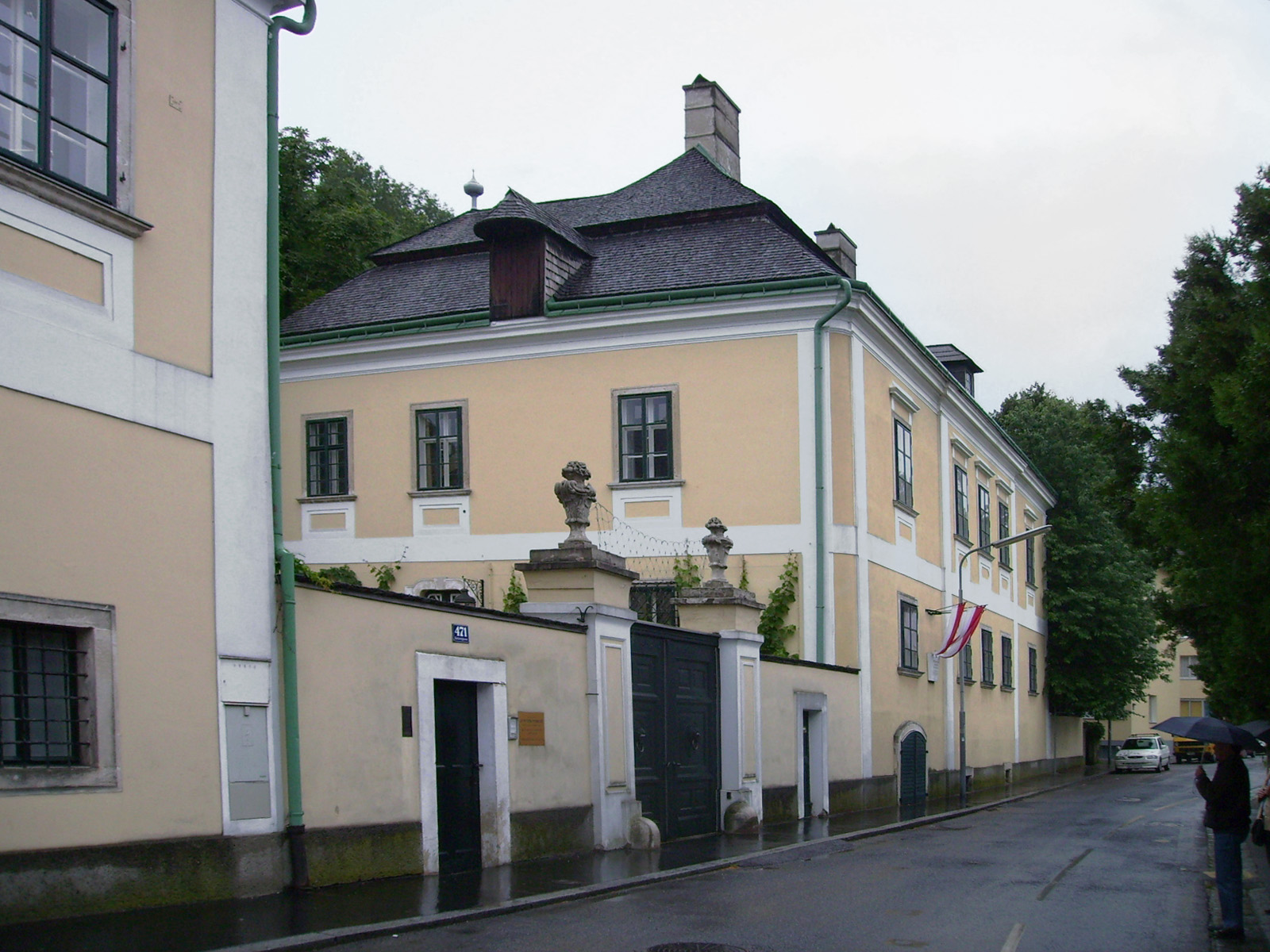
Fuchsschlössl in Liesing

1736 wurde Gräfin Fuchs zu Maria Theresias Obersthofmeisterin ernannt, zudem schenkte sie ihr ein kleines Schloss in Rodaun, das heute auch unter dem Namen „Fuchsschlössl“ bekannt ist. Die Verbindung zwischen beiden blieb auch bestehen, als Maria Theresia 1740 die Regentschaft der habsburgischen Erblande übernahm.
Auf ausdrücklichen Wunsch Maria Theresias wurde die Gräfin als einzige Nicht-Habsburgerin in der Kapuzinergruft beigesetzt. Auf dem Sargdeckel ließ die Kaiserin die Inschrift „Zum unsterblichen Angedenken eines wohlwollenden dankbaren Herzens für die edle Erziehung zur Tugend. Ich, Maria Theresia“ anbringen.